# Albert Debrunner
Albert Debrunner (Basilea, 8 febbraio 1884 – Berna, 2 febbraio 1958) è stato un linguista svizzero, specialista di greco antico e koinè ellenistica, di indoeuropeistica e di grammatica sanscrita.

## Biografia
Albert Debrunner studiò all'Università di Basilea con Ferdinand Sommer e Alfred Körte e all'Università di Gottinga con Friedrich Leo e Jacob Wackernagel, conseguendo il dottorato nel 1907. 
Nello stesso anno ottenne il titolo per l'insegnamento nella scuola secondaria. Ne seguì un periodo di attività come insegnante di scuola a Schiers, Basilea e Zurigo, durante il quale iniziò a dedicarsi alla revisione della "Grammatica del greco del Nuovo Testamento" di Friedrich Blass. 
Conseguita l'Habilitation nel 1917, ha poi insegnato come libero docente di linguistica comparativa all'Università di Zurigo e dal 1918 come professore associato presso l'Università di Greifswald. Nel 1920 divenne professore all'Università di Berna. Dal 1925 ha insegnato all'Università di Jena. 
Nel 1935, Debrunner lasciò Jena per Berna, dove, fino al 1954, andò a insegnare indoeuropeistica e filologia classica. A Berna subentrava a Walter Porzig, suo ex allievo a Jena, che a sua volta andò a sostituire Debrunner a Jena: avvenne così quello che è stato definito come uno "spettacolare scambio di cattedra" tra chi, come Debrunner, godeva fama di convinto e dichiarato antinazista, e un docente come Porzig, di cui erano note le entusiastiche simpatie naziste (Porzig, a Berna, presiedeva l'organizzazione filonazista NSDAP/AO). I retroscena di questo "scambio" rimangono tuttora oscuri.  
Durante questo periodo ha iniziato la revisione della "Grammatica greca" di Eduard Schwyzer. Dal 1940 al 1949, all'insegnamento a Berna aggiunse la supplenza di linguistica presso l'Università di Basilea. Negli anni 1951-52 fu rettore a Berna. Si ritirò per pensionamento nel 1954.
Con oltre 600 titoli pubblicati, è stato uno dei più prolifici indoeuropeisti del XX secolo. I suoi lavori sulla koinè ellenistica rimangono ancora testi di riferimento standard. 
Ha anche sostenuto il lavoro dei glottoteti sulle lingue artificiali, partecipando ai lavori dell'International Auxiliary Language Association.

## Riconoscimenti
- Socio della Linguistic Society of America (1927)
- Socio corrispondente del Comitato permanente per l'Etruria (1927)
- Dottore honoris causa in Teologia all'Università di Basilea (1944)
- Membro dell'American Oriental Society (1947)
- Socio corrispondente dell'Accademia bavarese delle scienze (1948)
- Membro straniero della Società Reale svedese di scienze e lettere di Göteborg (1948).

## Opere
in italiano
- Storia della lingua latina, Pàtron, Bologna, 1993, 4. ediz. riv. e aggiornata / a cura di Edoardo Vineis
- Otto Hoffmann, Albert Debrunner, Anton Scherer, Storia della lingua greca, I volumi, prefazione di Marcello Gigante, Gaetano Macchiaroli editore, 1969
- Albert Debrunner, Anton Scherer, Storia della lingua greca, II vol., Gaetano Macchiaroli editore, 1969